# Skiltron
Skiltron – argentyńska grupa muzyczna wykonywająca celtic metal. Powstała w 2004 roku i od tego czasu wydała trzy albumy, w tym jeden – The Clans Have United – z wytwórnią Underground Symphony, oraz dwa dema. Nazwa zespołu pochodzi od wymowy słowa schiltron będącego nazwą formacji z okresu pierwszej wojny o niepodległość Szkocji.

## Skład zespołu

### Obecni członkowie
- Emilio Souto − gitara elektryczna, mandolina, buzuki
- Juan José Fornés − gitara elektryczna
- Fernando Marty − gitara basowa
- Diego Valdez − wokal
- Matias Pena − perkusja
- Pablo Allen − dudy, Tin whistle

## Dyskografia

### Dema
- Gathering the Clans (2004)
- The Blind Harry (2007)

### Albumy
- The Clans Have United (2006)
- Beheading The Liars (2008)
- The Highland Way (CD+DVD) (2010)